# Oscar Holmes
Oscar Wayman Holmes (Dunbar, 31 de enero de 1916-Mitchellville, 5 de noviembre de 2001) fue un aviador naval estadounidense durante la Segunda Guerra Mundial y controlador aéreo civil, siendo el primer afroestadounidense en cada posición.

## Biografía
Holmes se graduó de Garnet High School en Charleston, Virginia Occidental, en 1932, West Virginia State College en 1936 con una licenciatura y la Universidad Estatal de Ohio al año siguiente con una maestría en química. Enseñó química (una materia que no le gustaba) durante tres años en Claflin College, una escuela históricamente negra en Orangeburg, Carolina del Sur. En 1940, comenzó a trabajar para Erie Lighting Company en Erie, Pensilvania, como analista químico.
Con el deseo de convertirse en piloto, ganó una beca y se inscribió en el programa de entrenamiento para pilotos civiles del gobierno de los Estados Unidos. Obtuvo su licencia de piloto privado en 1941.
Más tarde ese año, solicitó convertirse en controlador de tráfico aéreo para la Administración de Aeronáutica Civil, un puesto que requería una licencia de piloto y un título universitario. Tanto la solicitud como su aceptación se tramitaron por telegrama. Después del entrenamiento, fue asignado al centro de control de tráfico de Nueva York, convirtiéndose en el primer controlador de tráfico aéreo afroamericano. Tenía la piel muy clara y sus superiores desconocían su ascendencia afroestadounidense hasta que tuvo que completar un cuestionario. Lo hizo bien y Robert L. Johnston, el controlador principal del centro, le dijo a Holmes que lo había recomendado para un ascenso. Sin embargo, nunca llegó. Holmes pensó durante 15 años que Johnston le había mentido, pero en 1957 se enteró de que Johnson lo había hecho pero sus superiores lo habían rechazado.
En agosto de 1942, con los Estados Unidos ahora en la Segunda Guerra Mundial, Holmes leyó en The New York Times que la Armada de los Estados Unidos estaba ofreciendo comisiones de reserva a aquellos con licencia de piloto y 125 horas de vuelo para convertirse en instructores de vuelo o entregar aviones. A pesar de admitir que solo tenía 90 horas en el aire, fue aceptado. Prestó juramento el 28 de septiembre, con su comisión fechada el 14 de septiembre. En ese momento, la Marina todavía estaba segregada: los afroestadounidenses solo eran aceptados como compañeros de mayordomo, no como oficiales, pero una vez más las autoridades asumieron que era blanco. Holmes admitió más tarde que sabía sobre la política de la Marina, «pero no me preguntaron y yo no les dije». Cuando sus superiores descubrieron su error, habría sido vergonzoso admitirlo, así que no hicieron nada. Continuó trabajando, comiendo y durmiendo junto a oficiales blancos, a diferencia de otros militares afroestadounidenses, que estaban segregados. Completó con éxito la formación de instructor de vuelo en la Universidad Colgate, la Estación Aérea Naval de Corpus Christi, la Estación Aérea Naval de Glenview y la Estación Aérea Naval de Nueva Orleans, y se convirtió en Aviador Naval el 30 de junio de 1943. Sin embargo, mientras sus compañeros de clase se convertían en instructores de vuelo, a él le dieron un trabajo de escritorio en Manhattan, entrevistando a posibles cadetes.
En el otoño de 1943, la Armada anunció que todos los alféreces con una fecha de rango del 1 de octubre o anterior serían ascendidos a teniente (grado junior). Holmes, sin embargo, tuvo que pasar un control de vuelo antes de ser ascendido.
Aburrido, solicitó una transferencia para convertirse en instructor de vuelo o piloto de entrega de aeronaves. En abril de 1944, fue trasladado a la Estación Aérea Naval de Dallas, donde entregó aviones de entrenamiento T-6 Texan. En junio, fue asignado al Air Ferry Squadron 3 en Mare Island, California, donde voló diferentes tipos de aviones desde fábricas hasta bases en los Estados Unidos.
Tras el final de la guerra, volvió a la vida civil en 1946. Volvió a trabajar como controlador de tráfico en el centro de Nueva York. También asistió a tiempo parcial a la Escuela de Derecho de Brooklyn y obtuvo dos títulos: un bachiller en leyes en 1954 y un bachiller en derecho en 1955. Pasó la barra del estado de Nueva York e inicialmente abrió una práctica a tiempo parcial, pero pasó a trabajar en la Administración Federal de Aviación, el sucesor de la Administración de Aeronáutica Civil, y permaneció allí hasta su jubilación en 1973.
Oscar Wayman Holmes murió en Mitchellville, Maryland, el 5 de noviembre de 2001. Estuvo casado con Augusta Thomas Holmes durante 53 años y tuvo varios hijos.